# UFC on ABC: Holloway vs. Kattar
UFC on ABC: Holloway vs. Kattar（ユーエフシー・オン・エービーシー：ホロウェイ・バーサス・ケイター、別名UFC on ABC 1）は、アメリカ合衆国の総合格闘技団体「UFC」の大会の一つ。2021年1月16日、アブダビ・ヤス島のファイトアイランド内エティハド・アリーナで開催された。

## 大会概要
UFC初のABCでの放送となった本大会ではマックス・ホロウェイとカルヴィン・ケイターのフェザー級戦が組まれた。
2020年3月7日のUFC 248以来、約10カ月ぶりとなる観客を動員（限られた人数）しての大会となった。

### 観客への新型コロナウイルス対策
- 会場入口で、48時間以内に新型コロナウイルスPCR検査を受けた証明書を提示し、体温チェックを受ける[2]。
- 証明書を提示できない、又は体温が高い観客は、チケットの返金無しで、入場を拒否される。
- 会場内ではマスクの着用が常に義務付けられる。
- 会場内および会場付近では社会的距離のガイドラインを順守する。
- 非接触型決済が義務付けられる。
- 事前にチケットは全て電子チケットとしてダウンロードしておくことが義務付けられる。
- バッグやベビーカーの持ち込みは禁止される。

## 試合結果

### プレリミナリーカード
第1試合 フェザー級 5分3R
○  オースティン・リンゴ vs.  ジェイコブ・キルバーン ×
3R終了 判定3-0（30-26、30-26、30-27）
第2試合 女子バンタム級 5分3R
○  ヴァネッサ・メロ vs.  サラ・モラス ×
3R終了 判定3-0（30-27、29-28、29-28）
第3試合 ウェルター級 5分3R
○  ラマザン・エミーフ vs.  ダビッド・ザワダ ×
3R終了 判定2-1（29-28、28-29、29-28）
第4試合 ヘビー級 5分3R
○  カルロス・フェリペ vs.  ジャスティン・タファ ×
3R終了 判定2-1（29-28、28-29、29-28）
第5試合 女子バンタム級 5分3R
○  ジョセリン・エドワーズ vs.  ウー・ヤナン ×
3R終了 判定3-0（30–27、30–27、29-28）

### メインカード
第6試合 ミドル級 5分3R
○  プナヘレ・ソリアーノ vs.  ドゥスコ・トドロビッチ ×
1R 4:48 TKO（左ストレート）
第7試合 ミドル級 5分3R
○  アレッシオ・ディ・キリコ vs.  ホアキン・バックリー ×
1R 2:12 KO（右ハイキック→パウンド）
第8試合 ウェルター級 5分3R
○  リー・ジンリャン vs.  サンチアゴ・ポンジニッビオ ×
1R 4:25 KO（左フック）
第9試合 ウェルター級 5分3R
○  カーロス・コンディット vs.  マット・ブラウン ×
3R終了 判定3-0（30-27、30-27、30-27）
第10試合 フェザー級 5分5R
○  マックス・ホロウェイ vs.  カルヴィン・ケイター ×
3R終了 判定3-0（50-43、50-43、50-42）

### 各賞
ファイト・オブ・ザ・ナイト：マックス・ホロウェイ vs. カルヴィン・ケイター
パフォーマンス・オブ・ザ・ナイト：リー・ジンリャン、アレッシオ・ディ・キリコ
各選手にはボーナスとして5万ドルが授与された。

### カード変更
負傷などによるカードの変更は以下の通り。